# 일반인
일반인(一般人)은 특별한 신분이나 지위를 가지고 있지 않고 있는 보통 사람을 의미한다. 또한 군인의 상대 개념으로 쓰고 있는 민간인(民間人, 문화어: 사회사람)이라는 어휘는 현재 일반인으로 순화되었다.